# Hamirpur (Himachal Pradesh)
Hamirpur és una ciutat de l'Índia a l'estat d'Himachal Pradesh, capital del districte d'Hamirpur (Himachal Pradesh) situada a 31° 41′ N, 76° 31′ E / 31.68°N,76.52°E. Segons el cens del 2001 la població era de 17.219 habitants.

## Història
Vegeu Districte d'Hamirpur (Himachal Pradesh)